# 大雷山
28°19′17″N 121°21′07″E / 28.32146°N 121.35183°E
大雷山，又称大雷山森林公园，是一座位于中华人民共和国浙江省的山峰，是温岭市与玉环市的界山。

## 特点
大雷山属北雁荡山余脉，与北雁荡山同时隆起，其岩性多为流纹质凝灰岩。清朝嘉庆《太平县志》地舆叙山卷中有记载，其山涧水流湍急，其声若雷鸣，因此命名为大雷山。其主峰大雷头443米，是玉环境内最高山峰。当地农产以种植番薯、麦类为主。